# Carl Erdmann
Carl Erdmann (* 27. November 1898 in Dorpat; † 7. März 1945 bei Zagreb) war ein deutscher Historiker und Mediävist.

## Leben und Wirken
Erdmann kam als Sohn des Rechtswissenschaftlers und Professors Karl Eduard Erdmann (1841–1898) und dessen zweiter Ehefrau Veronica, geb. Neander, auf die Welt. Nach dem Tod des Vaters zog die Mutter mit den Kindern nach Blankenburg (Harz). Dort besuchte Carl Erdmann das Gymnasium Am Thie bis zum Abitur. Er studierte von 1916 bis 1919 zunächst Evangelische Theologie an der Universität Berlin, wandte sich dann aber dem Studium der Geschichtswissenschaft an den Universitäten München und Würzburg zu.
Ab 1921 lebte er drei Jahre als Hauslehrer in Portugal. Im Jahr 1925 wurde Erdmann promoviert in Würzburg, ein Jahr später begann er im Auftrag von Paul Fridolin Kehr, die Papsturkunden in Portugal für das Göttinger Papsturkundenwerk zu sammeln. Von 1926 bis 1932 war er Assistent am Preußischen Historischen Institut in Rom und ab 1934 Mitarbeiter der Monumenta Germaniae Historica (MGH) in Berlin. Er habilitierte sich 1932 an der Universität Berlin. 1935 erschien seine Habilitationsschrift Die Entstehung des Kreuzzugsgedankens, die zu einem Klassiker wurde und Erdmann aus heutiger Sicht zu einem der wichtigsten deutschen Mediävisten des 20. Jahrhunderts machte. 1938 publizierte er seine Studien zur Briefliteratur Deutschlands im elften Jahrhundert.
Erdmann war ein früher und entschiedener Gegner des Nationalsozialismus. Als Initiator des 1935 publizierten Sammelbands Karl der Große oder Charlemagne? richtete er sich mit anderen namhaften Historikern wie Karl Hampe und Martin Lintzel gegen ein ideologiebasiertes Bild Karls des Großen als „Sachsenschlächter“, wie es der nationalsozialistische Chef-Ideologe Alfred Rosenberg propagierte. Außerdem widersprach er der angeblichen Auffindung der Gebeine Heinrichs I. und der Deutung des Grabes in der Stiftskirche St. Servatius in Quedlinburg durch den SS-Obersturmbannführer Rolf Höhne.
Da er nicht davor zurückschreckte, seine Meinung auch deutlich auszusprechen, blieb ihm eine Universitätskarriere versagt. 1936 entzog ihm die Universität Frankfurt am Main die Lehrberechtigung, er blieb jedoch Mitarbeiter der Monumenta Germaniae Historica. Als er das vierzigste Lebensjahr bereits überschritten hatte, wurde Erdmann 1943 zur Wehrmacht eingezogen und in die italienische Abteilung einer Dolmetscherkompanie eingegliedert. 1944 gelangte er nach Tirana (Albanien), wo er als Dolmetscher in einem Gefangenenlager nahe Zagreb tätig war. Wahrscheinlich erkrankte er dort an Fleckfieber und starb daran. Sein Grab befindet sich auf dem Mirogoj-Friedhof bei Zagreb.
Der Mediävist Folker Reichert publizierte 2022 eine umfassende Biographie und Briefedition Erdmanns. Erdmanns Hauptwerk Die Entstehung des Kreuzzugsgedankens, das den Kreuzzugsbegriff international prägte und geistesgeschichtlich aufbereitete, erschien 2023 in einer Neuauflage mit einem Nachwort Reicherts. Bereits 1978 wurde dieses Werk von Marshall W. Baldwin und Walter A. Goffart als The Origin of the Idea of Crusade in das Englische übersetzt.
Seit April 2011 ist der Preis für jüngst Habilitierte, den der Verband der Historiker und Historikerinnen Deutschlands (VHD) vergibt, nach Carl Erdmann benannt. Er ersetzte den Preis des Verbandes der Historiker Deutschlands für herausragende Arbeiten des wissenschaftlichen Nachwuchses (1990–2010). Alle zwei Jahre werden dabei herausragende Habilitationsschriften im Gesamtbereich der Geschichtswissenschaft ausgezeichnet. Der Preis ist mit 6000 Euro dotiert. Als Preisträgerinnen und Preisträger wurden ausgezeichnet:
- 2012: Ulrike Weckel
- 2014: Elke Seefried und Lars Behrisch
- 2016: Simone Derix und Romedio Schmitz-Esser
- 2018: Rüdiger Bergien und Fabian Klose
- 2021 (Verschiebung wegen der COVID-19-Pandemie): Marc Buggeln
- 2023: Felix Römer

Mit Beschluss des Stadtrats vom 15. Februar 2024 erhielt eine zuletzt namenlose Straße in Blankenburg (Harz) die Widmung Carl-Erdmann-Straße. Sie befindet sich im Villenviertel der Stadt, zwischen August-Winnig-Straße und Wasserweg, in unmittelbarer Nähe zum ehemaligen Wohnhaus der Familie Erdmann. Die Einweihung der Straße erfolgte im November 2024. Dabei wurde das Zusatzschild der Öffentlichkeit präsentiert; dieses trägt die Inschrift: „Carl Erdmann (1898–1945), weltweit anerkannter Mittelalterhistoriker, trat entschieden mit Werk und Haltung gegen den Nationalsozialismus ein, legte 1916 das Abitur am Blankenburger Gymnasium ab“.

## Schriften (Auswahl)
- Papsturkunden in Portugal. Weidmann, Berlin 1927.
- Das Papsttum und Portugal im ersten Jahrhundert der portugiesischen Geschichte. Verlag der Akademie der Wissenschaften, Berlin 1928.
- Die Briefe Meinhards von Bamberg. Weidmann, Berlin 1931.
- Die Entstehung des Kreuzzugsgedankens. Kohlhammer, Stuttgart 1935 (auch Nachdrucke), online.
- Die Bamberger Domschule im Investiturstreit. Beck, München 1936.
- Die Briefe Heinrichs IV. (= Monumenta Germaniae historica. Kritische Studientexte der Monumenta Germaniae Historica. Deutsches Mittelalter. Band 1, ISSN 0340-8396). Hiersemann, Stuttgart 1937 (auch Nachdrucke).
- Studien zur Briefliteratur Deutschlands im elften Jahrhundert (= Monumenta Germaniae historica. Schriften. Band 1, ISSN 0080-6951). Hiersemann, Leipzig 1938 (auch Nachdrucke).
- mit Theodor Mayer, Konrad Heilig: Kaisertum und Herzogsgewalt im Zeitalter Friedrichs I. Studien zur politischen und Verfassungsgeschichte des hohen Mittelalters (= Monumenta Germaniae Historica. Schriften. Band 9). Hiersemann, Leipzig 1944.
- mit Norbert Fickermann (Bearb.): Briefsammlungen der Zeit Heinrichs IV. Böhlau, Weimar 1950.
- Forschungen zur politischen Ideenwelt des Frühmittelalters. Aus dem Nachlass des Verfassers herausgegeben von Friedrich Baethgen. Akademie-Verlag, Berlin 1951.

Herausgeberschaften
- mit Karl Hampe: Karl der Große oder Charlemagne? Acht Antworten deutscher Geschichtsforscher.  Mittler, Berlin 1935.